# Hobby Japan
A Hobby Japan Co., Ltd. (株式会社ホビージャパン; Kabusikigaisa hobídzsapan; Hepburn: Kabushikigaisha Hobījapan) japán kiadó, amely könyvek, magazinok, light novelek, játékok és gyűjthető termékek kiadásával foglalkozik. 1969-ben alapították, székhelye Jojogiban, Sibujában, Tokióban található. A Hobby Japan adja ki többek között a névadó Hobby Japan magazint és az Ucsúszen sci-fi magazint. A cég ezen kívül számos szerep- és asztali játékot, illetve anime- és mangafranchise-okhoz kapcsolódó akciófigurákat is piacra dobott.

## Története

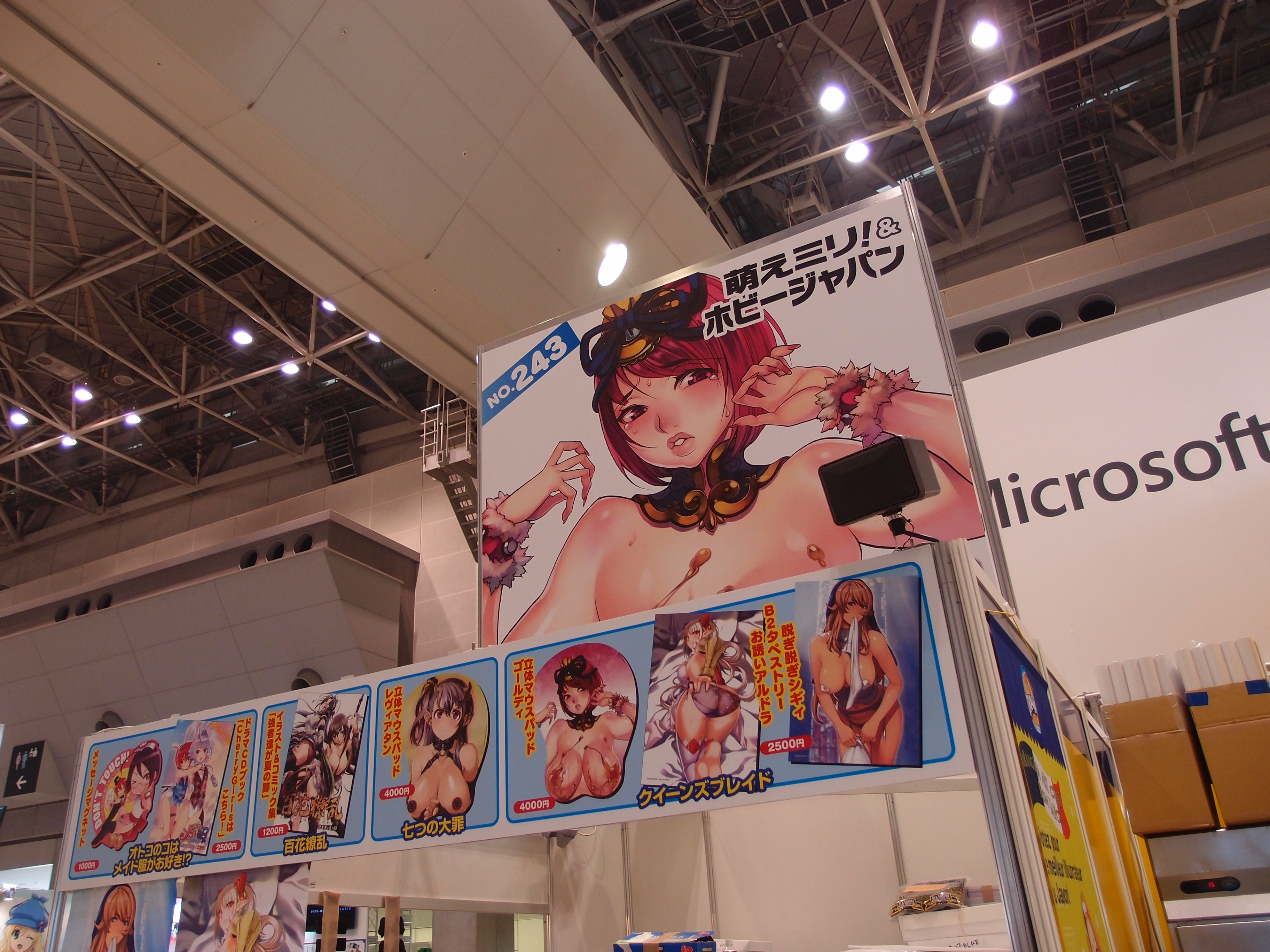
A Hobby Japan standja a Comiket 84-en, 2013-ban

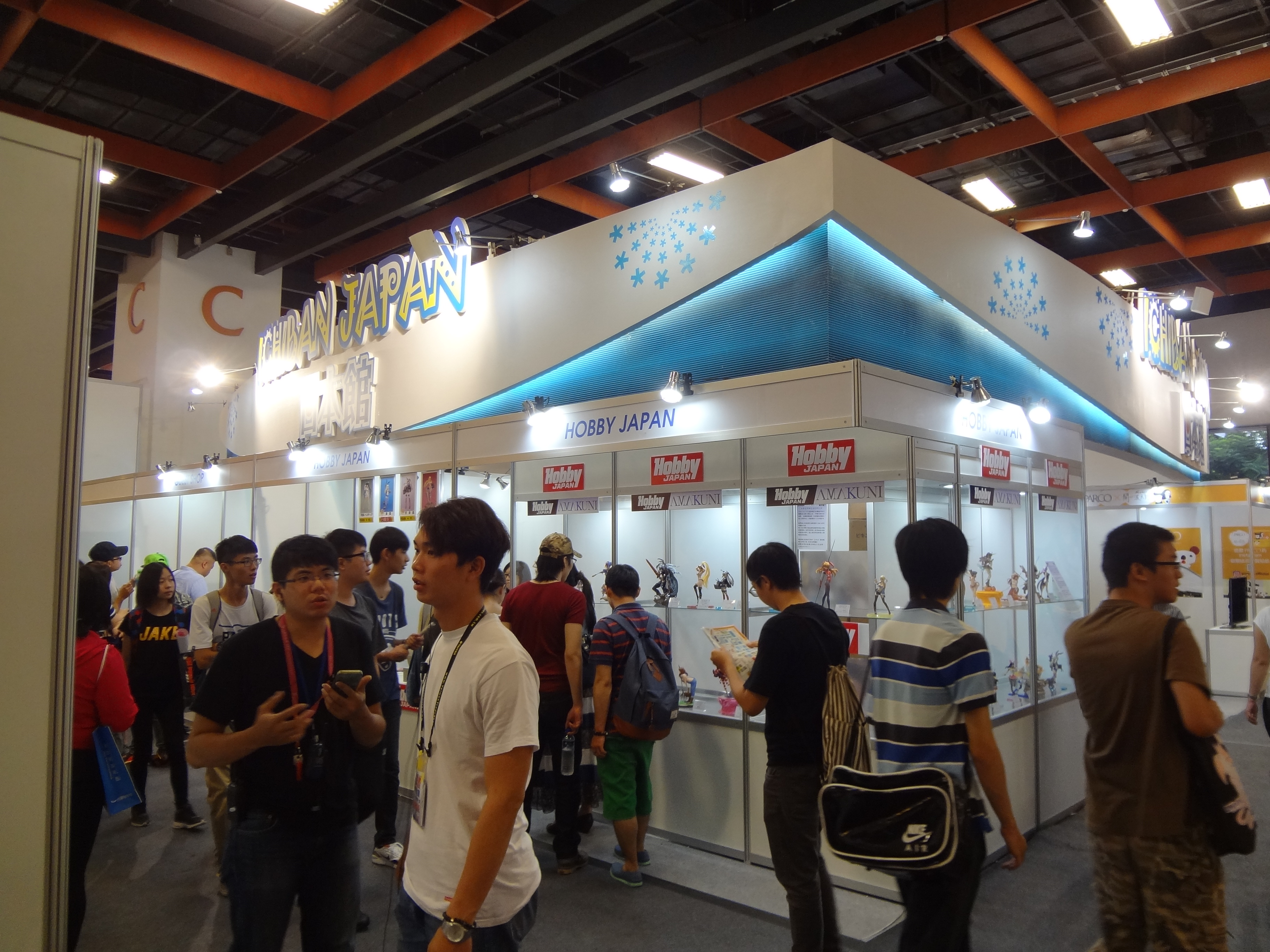
A Hobby Japan egy 2016-os képregény-kiállításon

A Hobby Japan története 1965 novemberéig nyúlik vissza, amikor Jojogiban, Tokióban egy kis hobbiboltot nyitottak Post Hobby néven, ami 1969 márciusában céggé vált, megalakult Post Hobby Co., Ltd. (株式会社ポストホビー; Hepburn: Kabushikigaisha Posutohobī, ’Kabusikigaisa Poszutohobí’). 1969 augusztusában elindult a Hobby Japan magazin. 1969. szeptember 27-én megalakul a Hobby Japan Co., Ltd. cég. A kiadó az 1980-as évektől újabb magazinokat indított el, 1981 decemberében a Tactics játékmagazint (ami 1990 márciusától az RPG Magazine, 1999 júliusától a Game Gjaza, 2006 áprilisától a Game Japan nevet vette fel) és 1987 decemberétől a katonai témájú Arms Magazine-t. 1996 áprilisában kiadja a Magic: The Gathering gyűjtögetős kártyajáték japán változatát, 2003 decemberében pedig a Dungeons & Dragons szerepjáték japán változatát.
A Hobby Japan 2005 novemberében jelentette meg a Queen’s Blade játékkönyvsorozat első kötetét, amely később jelentős médiafranchise-zá vált anime-, manga-, light novel- és játékadaptációkkal és számos merchandise-termékkel. 2006 júliusában létrejött a HJ Bunko, ami márkanév alatt számos light novelt publikált a Hobby Japan. 2006 szeptemberében indult el a Hobby Japan Charano! című light novel magazinja (az utolsó szám 2013-ban jelent meg). 2008 márciusában összeolvadt a Hobby Japan Co., Ltd. és Post Hobby Co., Ltd. a Hobby Japan nevet víve tovább.
2009 februárjában indult a HJ Bunko Hjakka rjóran Samurai Girls című light novele, ami manga- és animefeldolgozásokat is kapott. A 2010-es években több új magazin is elindult, mint a Card Gamer és a Gun Professionals, illetve Amakuni néven saját figura, Mark 43 néven pedig saját autómodell márkát hozott létre a Hobby Japan. 2014 novemberében elindult a HJ Novels márka regényeknek és light noveleknek. A 2010-es évek második felében a változó újságolvasási szokásokat követve elindult a Comic Fire magazin ingyenes online mangaolvasója, a Novel Up + publikációs oldal, illetve az Arms Magazine WEB webmagazin és a Hobby Japan e-book változata.

## Kiadások

### Szerepjátékok
- Dungeons & Dragons 3., 3.5. és 4. kiadás (lefordított)
- Warhammer Fantasy Roleplay 2. kiadás (lefordított)
- Ring Master I: The Shadow of Filias – Filias nogiszu no anun (Sharp X68000, 1989)
- Ring Master II: Forget You Not, Evermore – Eien naru omoi (Sharp X68000, 1990)

### Játékkönyvek
- Queen’s Blade
  - Queen’s Blade
  - Queen’s Blade Rebellion
  - Queen’s Gate
  - Queen’s Blade Grimoire
  - Queen’s Blade Unlimited
- Fighting Fantasy (lefordított)

### Animék
- Bikini Warriors – eredeti alkotó, gyártás
- Broken Blade – promóciós támogatás
- Endro! – figuragyártás, gyártás
- Hagure júsa no Aestetica – gyártás
- High School Fleet + OVA – gyártási együttműködés
- Hjakka rjóran Samurai Girls – gyártás
- Hjakka rjóran Samurai Bride – gyártás
- Icsiban usiro no daimaó – gyártás
- Ucsi no muszume no tame naraba, ore va mosikasitara maó mo taoszeru kamosirenai. – tervezési segítségnyújtás
- Queen’s Blade
  - Queen’s Blade: Ruró no szensi – eredeti alkotó, gyártás
  - Queen’s Blade: Gjokuza o cugumono – eredeti alkotó, gyártás
  - Queen’s Blade: Ucukusiki tósitacsi – eredeti alkotó, gyártás
  - Queen’s Blade Premium Visual Book – eredeti alkotó, gyártás
  - Queen’s Blade Rebellion – eredeti alkotó, gyártás
  - Queen’s Blade Rebellion Premium Visual Book – eredeti alkotó, gyártás
  - Vanquished Queens – eredeti alkotó
  - Queen’s Blade Unlimited – eredeti alkotó
- Senran Kagura Shinovi Master: Tókjó jóma-hen – gyártás
- Sin: Nanacu no taizai – eredeti alkotó
- SSSS.Gridman – gyártási együttműködés (6. ep.)

### Mangák
Comic Fire magazinban
- Death Ball (デスボール?)
- Eijúó, bu o kivameru tame tenszeiszu: Szosite, szekai szaikjó no minarai kishi ♀~ (英雄王、武を極めるため転生す ～そして、世界最強の見習い騎士♀～; Hepburn: Eiyūō, bu o kiwameru tame tenseisu: Soshite, sekai saikyō no minarai kishi ♀~?)
- Endro!
- Infinite Dendrogram
- Iszekai rjóridó
- Kuicume jóhei no genszó kitan (食い詰め傭兵の幻想奇譚; Hepburn: Kuitsume yōhei no gensō kitan?)
- Madzsucu jaburi no Revenge Magia (魔術破りのリベンジ・マギア; Hepburn: Majutsu yaburi no Revenge Magia?)
- Magan to dangan o cukatte iszekai o bucsinuku! (魔眼と弾丸を使って異世界をぶち抜く!; Hepburn: Magan to dangan o tsukatte isekai o buchinuku!?)
- Maó no ore ga dorei elf o jome ni sitanda ga, dó medereba ii? (魔王の俺が奴隷エルフを嫁にしたんだが、どう愛でればいい？; Hepburn: Maō no ore ga dorei elf o yome ni shitanda ga, dō medereba ii??)
- Nihon e jókoszo Elf-szan. (日本へようこそエルフさん。; Hepburn: Nihon e yōkoso Elf-san.?)
- Sin: Nanacu no taizai
- Szaikjó mahósi no inton keikaku (最強魔法師の隠遁計画; Hepburn: Saikyō mahōshi no inton keikaku?)
- Szeirei genszóki (2016) (精霊幻想記; Hepburn: Seirei gensōki?)
- Szeirei genszóki (2017) (精霊幻想記; Hepburn: Seirei gensōki?)
- Wortenia szenki (ウォルテニア戦記; Hepburn: Wortenia senki?)

Más magazinokban
- Apple Paradise (アップルパラダイス?) – Comic Master EX, Comic Master, RPG Magazine
- Boku no imóto va kandzsi ga jomeru (僕の妹は漢字が読める; Hepburn: Boku no imōto wa kanji ga yomeru?) – Comic Dangan
- Genszó szenki Ru/Li/Lu/Ra (幻奏戦記ルリルラ; Hepburn: Gensō senki Ru/Li/Lu/Ra?) – Hobby Japan
- Operation Buran U.C.0079 (OPERATION BURAN オペレーション・ブラン U.C. 0079?) – Hobby Japan
- Ore ga Heroine o taszukeszugite szekai ga Little Apocalypse!? – Comic Dangan
- Rokudzsóma no sinrjakusa!? – Comic Dangan
- Uszagi Paradise (うさぎパラダイス; Hepburn: Usagi Paradise?) – Comic Master Comic Master EX

### Light novelek
- lásd: HJ Bunko

### Magazinok
Futó magazinok
- Hobby Japan
- Arms Magazine
- Gun Professionals
- Card Gamer (a Game Japan utódja)
- Ucsúszen
- Car Modeling Manual
- Mana Burn
- HJ Bunko
- HJ Bunko G
- Cinderella Novels
- HJ Comics

Megszűnt magazinok
- Novel Japan → Charano!

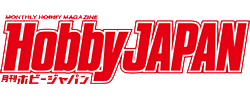
A Hobby Japan logója

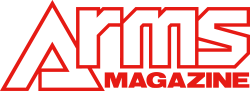
Az Arms Magazine logója

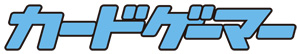
A Card Gamer logója

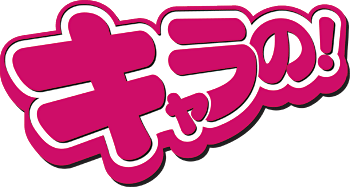
A Charano! logója

- Tactics → RPG Magazine → Game Gjaza → Game Japan
- Comic Master
- Comic Japan
- Otomex
- Hobby Japan Plus
- Military Modeling Manual
- Train Modeling Manual